# Iwan Biespałow
Iwan Pietrowicz Biespałow (ros. Иван Петрович Беспалов, ur. 31 lipca?/13 sierpnia 1915 we wsi Tichonowka w guberni irkuckiej, zm. 2 listopada 2011 w Moskwie) – radziecki polityk, członek KC KPZR (1976-1986).
Był elektromechanikiem w obwodzie kemerowskim, od 1941 majstrem, starszym majstrem i kierownikiem warsztatu w fabryce broni w Omsku, od 1944 członek WKP(b). 1947 ukończył Omski Instytut Inżynieryjny, a 1952 Akademię Ministerstwa Przemysłu Obronnego ZSRR. 1952-1961 główny inżynier w fabryce maszyn w Kirowie, 1961-1964 kierownik wydziału Komitetu Obwodowego KPZR w Kirowie, 1964-1968 I sekretarz Komitetu Miejskiego KPZR w Kirowie, 1968-1971 II sekretarz, a od 26 lutego 1971 do 22 marca 1985 I sekretarz Komitetu Obwodowego KPZR w Kirowie. 1971-1976 zastępca członka, a 1976-1986 członek KC KPZR, od 1985 na emeryturze. Deputowany do Rady Najwyższej ZSRR od 9 do 11 kadencji (1974-1989) i do Rady Najwyższej Rosyjskiej FSRR. Pochowany na Cmentarzu Chowańskim w Moskwie.

## Odznaczenia
- Order Lenina (30 lipca 1975)
- Order Rewolucji Październikowej
- Order Czerwonego Sztandaru Pracy (dwukrotnie)
- Order Przyjaźni Narodów
- Order „Znak Honoru”